# Vok IV. z Holštejna
Vok IV. z Holštejna († 1. listopadu 1420) byl významný moravský pán z rodu pánů z Holštejna.

## Život
První písemná zmínka o Vokovi pochází z roku 1399, kdy byl spolu se svým otcem Vokem III. exkomunikován z církve za svoji loupežnou činnost v moravských markraběcích válkách, která byla prováděna i proti církevním statkům. Ve válce stál na straně markraběte Prokopa, ale po jeho zatčení roku 1402 se stal straníky markraběte Jošta a udobřil se i s olomouckou kapitulou, takže církevní klatba byla z něho a jeho otce sejmuta. Otec ze synem vystupovali často v prvních letech společně a jsou uváděni jako Vok starší a mladší. Vok IV. se roku 1402 podílel svou bojovou družinou na přepadení Jihlavy a roku 1404 společně s Janem Sokolem z Lamberka a Hynkem Suchým Čertem z Kunštátu na úspěšné obraně Znojma proti Zikmundovi Lucemburskému a Albrechtu Rakouskému.
V lednu a červnu roku 1406 podala na Voka IV. dvě žaloby Bětka, vdova po Smilovi z Osového, že jí vypálil tvrz v Petrovicích a odcizil majetek. Téhož roku nechal Vok IV. napsat věno 600 hřiven grošů své manželce Kateřině ze Mstěnic na polovině hradu Holštejně, na vsi Lipovec se dvorem, na vsi Senetářov a dalším majetku. S manželkou, která pocházela z významného zemanského rodu, byl ženatý již od roku 1402 a snažil získat i tvrz a vesnici Mstěnice. Když se mu to podařilo, majetek téměř obratem prodal. Ještě za života svého otce roku 1406 užíval Vok mladší svůj oddělený díl holštejnského panství a na listinách se uváděl s predikátem "z Lipovce," kde měl na panském dvoře svoje dočasné sídlo. Počátkem roku 1407 přepadl Vok hrad Cimburk, který obsadil. Protože se tak událo se souhlasem markraběte Jošta, hrad mu zůstal a Vok se uváděl s predikátem "z Holštejna a Cimburka." Roku 1407 získal Vok IV. od markraběte do zástavy i hrad Bohuslavice s několika vesnicemi. Po smrti markraběte Jošta se Vok účastnil landfrýdu předních moravských pánů s Václavem IV. Vok se snažil i dále rozmnožovat své majetky a kupoval vsi a jejich části v různých oblastech Moravy. Kromě toho, že byl dobrým hospodářem, byl i válečníkem a v neklidných dobách i lupičem. Na soudních listinách se vyskytoval nejen jako žalobce, či jako obžalovaný, ale i jako přísedící u soudu. Vok např. okradl Heralta Pušku z Kunštátu, Oldřich Hechta z Rosic či Jana Pukliceho z Cetkovic, naopak on byl okraden Smilem z Kunštátu a Loučan. Další žaloby se týkaly nesplacených dluhů, kde Vok vystupoval jako dlužník i jako věřitel.
V září roku 1415 přiložil Vok IV. z Holštejna pečeť pod stížný list proti upálení mistra Jana Husa. V roce 1419 se však již účastnil slibu věrnosti Zikmundovi, který byl vynucen na moravské šlechtě pod nátlakem. V lednu roku 1420 pobýval Vok IV. v Olomouci a byl zřejmě ve službách Zikmunda, který mu udělil 1200 kop grošů, které měly být spláceny ze zástavy a jihomoravském městě Pohořelice. V říjnu odejel Vok IV. s dalšími moravskými pány na pomoc Zikmundově posádce na Vyšehradě. 1. listopadu došlo k rozhodujícímu střetnutí s husity pod Vyšehradem. Při bitvě byl Vok IV. z Holštejna zabit. Dobový kronikář Vavřinec z Březové ho uvedl mezi 25 padlými moravskými pány na čtvrtém místě, což svědčí o jeho významu.

## Potomstvo Voka IV.
- Vok V. z Holštejna (1420–1466)
- Jan (1412–1421)
- Zuzana (1436–1459)